# Acacia bolei
Acacia bolei är en ärtväxtart som beskrevs av R.P.Subhedar. Acacia bolei ingår i släktet akacior, och familjen ärtväxter. Inga underarter finns listade i Catalogue of Life.